# Hyundai

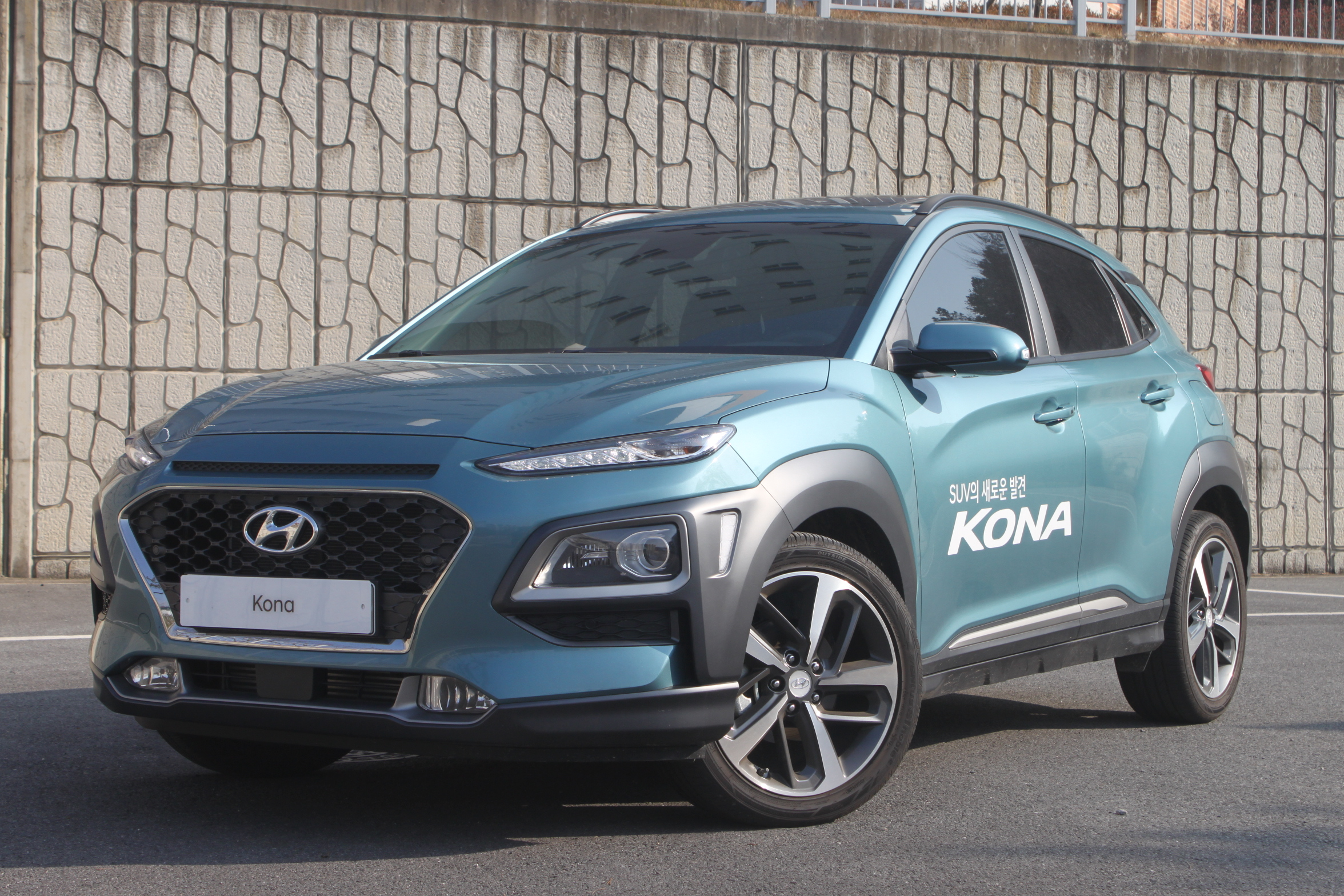
Hyundai Kona konstrukcji Hyundai Motor Company

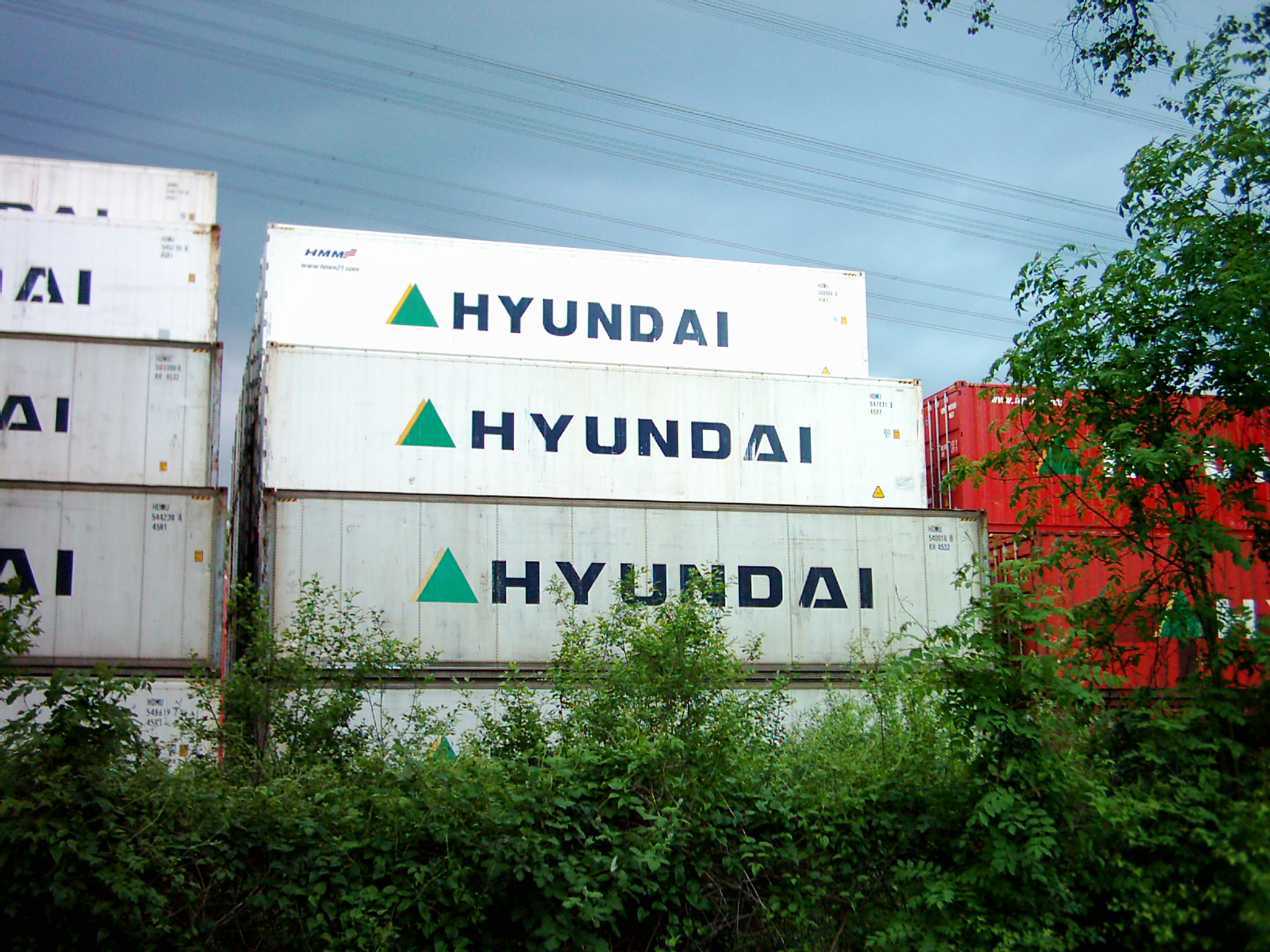
Kontenery Hyundai Merchant Marine

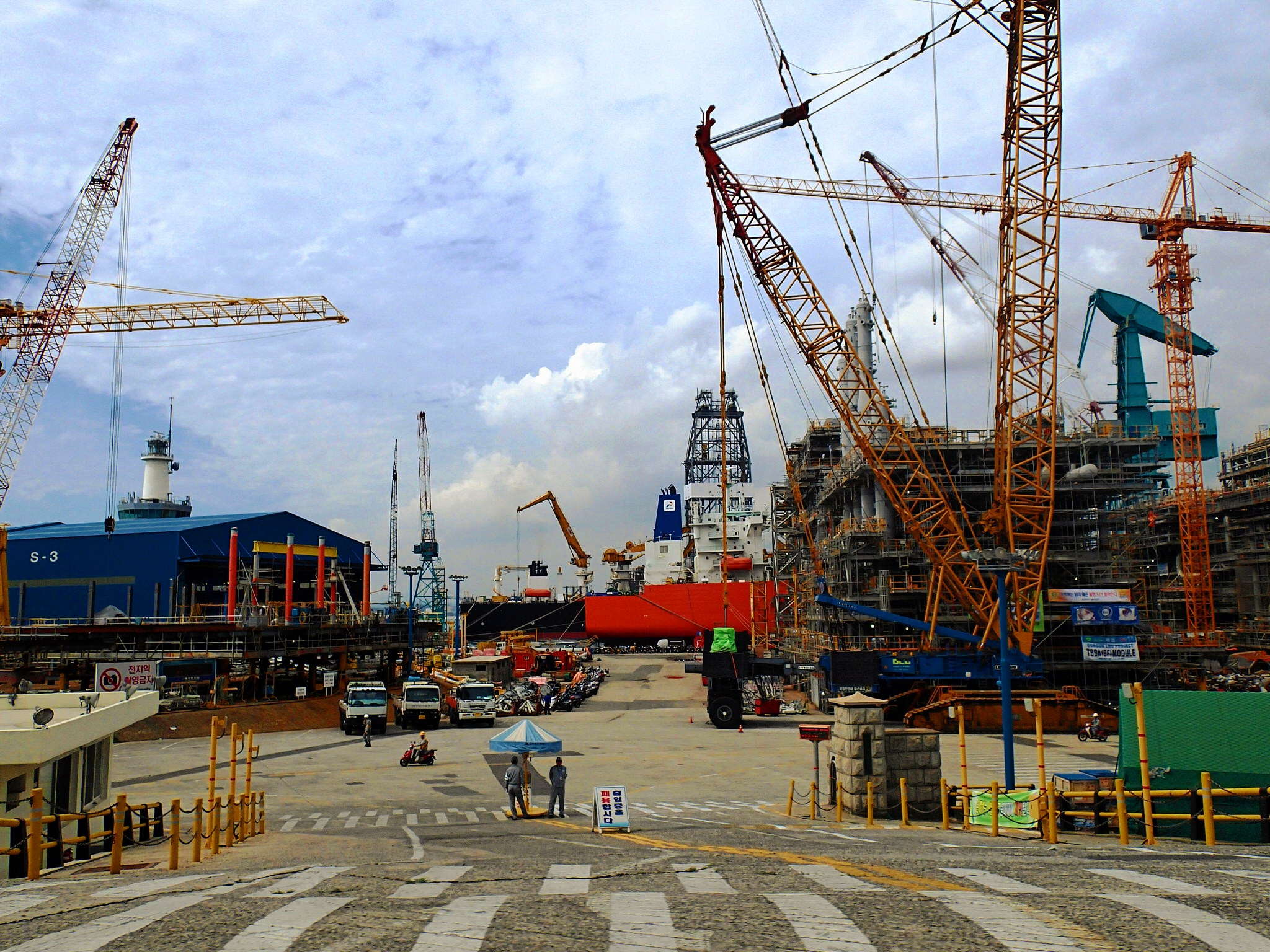
Stocznia Hyundai Heavy Industries

Hyundai Group – południowokoreański czebol założony przez Chung Ju-yung w 1947 roku jako przedsiębiorstwo budowlane.

## Struktura
- Hyundai Group
  - Hyundai Merchant Marine (do 2016)[1]  – branża stoczniowa
  - Hyundai Asan(inne języki) – branża nieruchomości

## Podział
Hyundai Group w drugiej połowie XX wieku jednym z największych czeboli w Korei Południowej. Podobnie jak inne koreańskie przedsiębiorstwa, konglomerat stanął na skraju bankructwa w wyniku ogólnokrajowego kryzysu gospodarczego. W ramach restrukturyzacji, z wyjątkiem Hyundai Group i podległych mu Hyundai Merchant Marine oraz Hyundai Asan, grupa rozdzieliła się ostatecznie na wiele odrębnych jednostek.

### Przemysł motoryzacyjny
- Hyundai Motor Group
  - Hyundai Motor Company
    - Hyundai Motorsport

  - Kia Corporation
  - Genesis Motors

### Przemysł konstrukcyjny
- Hyundai Rotem
- Hyundai Engineering & Construction(inne języki)

### Przemysł ciężki
- Hyundai Heavy Industries Group(inne języki)
  - Hyundai Heavy Industries
  - Hyundai Corporation(inne języki)
  - Hyundai Mipo Dockyard(inne języki)
  - Hyundai Oilbank(inne języki)
  - Hyundai Samho Heavy Industries(inne języki)

### Przemysł handlowy
- Hyundai Department Store Group(inne języki)
  - Hyundai Department Store(inne języki)

### Przemysł wielobranżowy
- Hyundai Development Company Group(inne języki)
  - Hyundai Development Company(inne języki)
  - Hyundai EP(inne języki)
  - Hyundai Fomex(inne języki)

### Przemysł elektroniczny
- Hyundai Electronics